# Janez Žmavc (gradbeni inženir)
Janez Žmavc, slovenski gradbeni inženir in profesor, * 7. maj 1932, Gornji Grad.

## Življenje in delo
Janez Žmavc se je očetu Franju, trgovskemu poslovodju, in mami Olgi, učiteljici, rodil kot drugi od treh otrok. Prva tri leta osnovne šole je obiskoval v Gornjem Gradu. V letih 1942–1945 je bil v taborišču Kastl pri Ambergu v Nemčiji. Po vrnitvi je dokončal najprej nižjo gimnazijo in nato leta 1951 gimnazijo v Celju. Na Fakulteti za arhitekturo, gradbeništvo in geodezijo v Ljubljani v Ljubljani je študiral gradbeništvo in leta 1959 diplomiral. Leta 1980 je doktoriral z disertacijo Kriteriji za kvantitativno vrednotenje karakterističnih lastnosti sodobnih vozišč.
V času srednješolskega in študijskega izobraževanja se je redno udeleževal mladinskih delovnih akcij: cesta Luče – Črna na Koroškem 1947, izgradnja Nove Gorice 1948, avtocesta bratstva in enotnosti (Županja 1949, kamnolom Kokra 1950), železniška proga Doboj – Banja Luka 1951, mesto Ljubljana 1952.  
Po študiju je bil kratek čas zaposlen na Hidrometeorološkem zavodu v Ljubljani, od jeseni 1960 pa na Upravi za ceste Ljudske Republike Slovenije – tehnična sekcija v Celju (kasneje Cestno podjetje). Od leta 1966 je bil raziskovalec na Zavodu za raziskavo materiala in konstrukcij v Ljubljani. Od leta 1975 je bil v službi pri strokovni službi Republiške skupnosti za ceste v Ljubljani, kjer je bil v sektorju za novogradnje vodja sektorja za kakovost. Po reorganizaciji cestnega gospodarstva leta 1983 je postal vodja razvojno-tehničnega oddelka pri Delovni skupnosti skupnih služb Združenih cestnih podjetjih Slovenije – Cestni inženiring. Po ponovni reorganizaciji je delal na Direkciji RS za ceste kot vodja sektorja za tehnologijo in kakovost. Po ustanovitvi Družbe za državne ceste leta 1993 in preimenovanju te v Družbo za državne ceste, svetovanje in inženiring je tam vodil sektor za tehnologijo in kakovost. Upokojil se je leta 1998.
Na Fakulteti za arhitekturo, gradbeništvo in geodezijo (FAGG) je bil sprva (v študijskem letu 1975/76) honorarni predavatelj; predaval je projektiranje in gradnjo cest. Leta 1976 sta po reorganizaciji (Zakon o združenem delu, UL SFRJ 53/76) nastali dve samostojni pravni enoti: VTOZD Arhitektura in VTOZD Gradbeništvo in geodezija (VTOZD GG). Tako je delo nadaljeval kot predavatelj na Fakulteti za gradbeništvo in geodezijo (FGG), kjer je poučeval predmet projektiranje in gradnja cest. V letih 1980–1985 je bil izredni, nato pa do 2012 redni profesor.
Strokovno se je 1967 izpopolnjeval na Finskem, leta 1969 pa osem mesecev v Nemčiji, Belgiji, na Danskem, Nizozemskem, Švedskem in v Švici) ter v letih 1974–1976 v Zvezni Republiki Nemčiji in Švici. Aktivno se je udeležil mnogih kongresov in zborovanj v Jugoslaviji in tujini. Težišče njegove dejavnosti je bil študij razvoja in regulative projektiranja ter grajenja in vzdrževanja voziščnih konstrukcij.
Je predsednik Društva taboriščnikov - ukradeni otroci.

## Priznanja in nagrade
- Priznanje Združenja asfalterjev Slovenije, Ljubljana 2002
- Priznanje Družbe za raziskave v cestni in prometni stroki, Kongres o cestah in prometu, Ljubljana, oktober 2004
- Častni znak svobode Republike Slovenije za življenjsko delo in prispevek k načrtovanju, gradnji in vzdrževanju slovenskega cestnega omrežja, 2002
- Nagrada Inženirske zbornice Slovenije za izjemne inženirske dosežke, Dan inženirjev Ljubljana, december 2005

## Pomembnejša dela
Poleg preko sto strokovnih člankov in referatov objavljenih v različnih domačih in tujih strokovnih glasilih in zbornikih je Janez Žmavc avtor ali soavtor naslednjih pomembnejših del:

### Učbeniki
- Asfalt 3 - Bituminizirani drobljenec, ZAS, 1999
- Poškodbe na asfaltnih voziščih, skripta, FGG, 2001
- Gradnja cest, voziščne konstrukcije, FGG in DRC 1997, ponatis 2007
- Vzdrževanje cest, FGG in DRC, 2010

### Priročniki
- Priročnik za stabiliziranje materialov (1970) – Zavod za raziskavo materialov in konstrukcij, Ljubljana
- Smernice za dimenzioniranje voziščnih konstrukcij, ZRMK, 1971
- Armiranje zemljin (1981) – Koteks Tobus Ljubljana
- Vpliv uporabe ježevk na sodobna vozišča in prometno varnost, SOP, 1975
- Opis del s tehničnimi pogoji, Republiška skupnost za ceste, 1982
- Tehniški slovar za ceste, Skupnost cestnih podjetij Slovenije (SCS) in Društvo za ceste Ljubljana, 1987
- Popis del in posebni tehnični pogoji, SCS, 1989
- Terminološki slovar za cestogradnjo, DRC, 1994
- Tehniški slovar za cestogradnjo (slo-ang-nem), DRS, 1994
- Priročnik za asfalterska dela, ZAS, 2010

### Pravilniki in navodila
V okviru Savjeta republičkih i pokrajinskih organizacija za puteve Jugoslavije (SOP):
- Pravilnik o dimenzioniranju gornjeg stroja na putevima, SOP – JDP, 1975
- Pravilnik o dimenzioniranju kolovoznih konstrukcija, SOP – JDP, 1977
- Pravilnik o tehničkim normativima za dimenzioniranje kolovoznih konstrukcija novih puteva (1978)
- Uputstvo za određivanje saobračajnog opterečenja na putevima (1978)
- Pravilnik za opravke i ojačanja kolovoznih konstrukcija na postoječim putevima (1978)
- Tehnički osnovi za izračun naknada korisnika puteva (1981)
- Kriteriji za kvantitativno vrednovanje karakterističnih svojstava savremenih voznih površina, disertacija, JP Beograd, 1981
- Tehnički uslovi na izradu betonskog kolovoza – JUS U, E3.020 (1983)

In drugih:
- Racionalno dimenzioniranje voziščnih konstrukcij (1982) – Društvo za puteve Srbije
- Sodobni postopki popravil asfaltnih vozišč – recikliranje (1984) – Združena cestna podjetja, Društvo za ceste Ljubljana
- Obrabno zaporne in nosilne plasti sodobnih vozišč – modificirani in posebni postopki (1985) – Združena cestna podjetja, Društvo za ceste Ljubljana
- Poškodbe na asfaltnih voziščih (1987) – Združena cestna podjetja, Društvo za ceste Ljubljana

Janez Žmavc je sodeloval ali vodil tudi vrsto raziskovalnih projektov s področja razvoja, dimenzioniranja in drugih področij povezanih za vozišči in vplivi prometa na okolje.